# Porfiriusz (wieloryb)
Porfiriusz (gr. Πορφύριος) – wieloryb, który atakował i zatapiał okręty na wodach w pobliżu Konstantynopola w VI wieku. Aktywny przez okres ponad pięćdziesięciu lat, budził wielkie zaniepokojenie bizantyjskich żeglarzy; cesarz Justynian I nakazał unieszkodliwienie go. Ostatecznie wieloryb, wyrzucony na brzeg na jednej z plaż Morza Czarnego, został zabity i pocięty na kawałki przez grupę uzbrojonych miejscowych.

## Imię
Imię Porfiriusz (stgr. Πορφύριος, ang. porphyrios) nadali wielorybowi bizantyjscy żeglarze. Niekiedy określano go imionami zbliżonymi, jak Porfyrion, Porfiry bądź Porfyrio. Pochodzenie imienia nie jest wyjaśnione; niewykluczone, że wieloryba nazwano tak na cześć sławnego wówczas woźnicy Porfiriusza, bądź przez wzgląd na mitologicznego giganta Porfyriona.
Anthony Kaldellis zasugerował, że imię zwierzęcia mogło wynikać ze skojarzenia z purpurą cesarską i stanowić znak respektu, jakim żeglarze darzyli Porfiriusza. Podobny pogląd wyrazili Sian Lewis i Lloyd Llewellyn-Jones. James Allan Stewart Evans przypuścił, że imię wieloryba było bezpośrednim odniesieniem do ciemnopurpurowej (porphyra) barwy zwierzęcia. Do podobnych wniosków doszli John Papadopoulos i Deborah Ruscillo, a także Daniel Ogden, według którego nazwę Porphyrios należałoby tłumaczyć jako purpurowy chłopczyk (ang. purple boy).

## Życie
Głównym źródłem wiedzy na temat wydarzeń związanych z Porfiriuszem są Historia Wojen i Historia Sekretna Prokopiusza z Cezarei. Według jego opisu wieloryb miał prawie 14 metrów długości i niecałe 5 metrów szerokości.
W owym czasie o wielorybach wiedziano niewiele i często określano je jako morskie potwory. Konkretna przynależność gatunkowa Porfiriusza nie jest możliwa do ustalenia, a jako najbardziej prawdopodobne uznaje się, że mógł być kaszalotem bądź wybitnie dużą orką. Za pierwszą możliwością przemawiają długość życia zwierzęcia, jego rozmiary i temperament. Z kolei geograficzne umiejscowienie wydarzeń wskazywać mogłoby raczej na częściej występującą w okolicach Konstantynopola orkę. Zarówno czarny kolor orki, jak i brunatnoszary kaszalota mogłyby zostać przez ówczesnych obserwatorów łatwo pomylone z purpurą.
Według relacji Prokopiusza przez ponad 50 lat, z kilkoma nieregularnymi przerwami, Porfiriusz atakował okręty znajdujące się  w okolicy Konstantynopola. Najczęściej napotykano go w cieśninie Bosfor. Wieloryb rzucał się zarówno na łodzie rybackie czy kupieckie, jak i na okręty wojenne. W wyniku jego ataków wiele jednostek zatonęło, a z czasem świadomość zagrożenia wśród żeglarzy wzrosła na tyle, że niejednokrotnie kapitanowie okrętów zmieniali trasę rejsu na wieść o pojawieniu się Porfiriusza na danym akwenie. Problemy wywołane przez ataki spotkały się z reakcją cesarza Justyniana, który nakazał unieszkodliwienie wieloryba, co okazało się jednak niemożliwe do realizacji.
Zgodnie z relacją Prokopiusza Porfiriusz wypadł ostatecznie na jedną z plaż Morza Czarnego, gdzie, nie mogąc dostać się z powrotem do wody, napotkał śmierć z rąk grupy okolicznych mieszkańców. Śmierć Porfiriusza miała według Prokopiusza przynieść ulgę mieszkańcom cesarstwa, jakkolwiek spekulowano, że zabite wówczas zwierzę mogło być innym wielorybem, niezwiązanym w żaden sposób z serią ataków i zatonięć.

## W kulturze
Historia Porfiriusza jest pierwszym zachowanym opisem wieloryba atakującego żeglarzy. Jego dzieje wspomniane zostały w Zmierzchu i upadku Cesarstwa Rzymskiego pióra Edwarda Gibbona; do historii Porfiriusza odnosił się także późniejszy komentator dzieła Gibbona, George Horne. Przypadek był znany Hermanowi Melville’owi i został przezeń wspomniany w powieści Moby Dick. Porfiriusz pojawia się też w powieści Roberta Gravesa pt. Belizariusz. Na kartach tejże powieści Justynian wysyła tytułowego bohatera w morski pościg za wielorybem.